# Хецров, Илья Романович
Илья́ Рома́нович Хецро́в (1887, Юзовка, Бахмутский уезд, Екатеринославская губерния — 4 октября 1938, Москва) — русский и советский врач-гигиенист, профессор.

## Биография
Родился в 1887 году в городе Юзовка, Бахмутский уезд, Екатеринославская губерния, Российская империя.
В 1913 году окончил медицинский факультет Харьковского университета. В том же году стал работать земским санитарным врачом во Владимирской (Судогда), Херсонской и Ставропольской губерниях.
В 1917 году переехал в Москву, где также работал санитарным врачом, одновременно был секретарём Пироговского общества врачей. В 1918 году был мобилизован военным врачом в Красную армию. С 1920 по 1922 год служил эпидемиологом на Кавказском фронте, затем помощник директора Санитарно-бактериологического института в Ростове-на-Дону.
В 1924 году стал научным сотрудником Московского санитарного института. В 1926 году был назначен директором этого института.
С 1931 по 1938 год работал заведующим отделом охраны воды в Москве. В 1933 году избран профессором кафедры коммунальной гигиены Первого Московского государственного института.
С 1933 по 1935 год Хецров руководил группой по разработке санитарно-эпидемиологических мер при строительстве канала Москва — Волга, также разработал ряд мер по охране бассейна Волги и её притоков.
Принял участие в разработке проекта постановления «О санитарной охране водопроводов общего пользования», который был утверждён ЦИК и СНК СССР 17 мая 1937 года.
Илья Хецров был признанным авторитетом в области коммунальной гигиены, написал более 40 научных работ. Эти труды посвящены различным вопросам гигиены окружающей среды, коммунальной гигиены, прежде всего санитарной охране водоёмов и источников водоснабжения, в том числе охране артезианских вод, хлорированию сточных вод, созданию охранных санитарных зон.
24 февраля 1938 года арестован и по приговору тройки НКВД, был расстрелян 4 октября 1938 года в Москве.